# Vincent Coleman

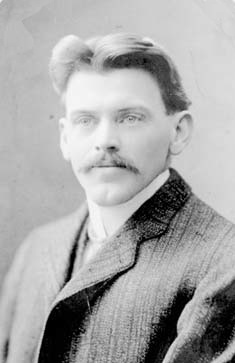
Vincent Coleman

Patrick Vincent „Vince“ Coleman (* 13. März 1872 in Halifax, Nova Scotia; † 6. Dezember 1917 ebenda) war ein Fahrdienstleiter („train dispatcher“) der staatlichen kanadischen Eisenbahngesellschaft Canadian Government Railways. Er wurde für sein Verhalten kurz vor der Halifax-Explosion bekannt.

## Biographie
Vincent Coleman arbeitete zur Zeit des Ersten Weltkrieges in der seit 1858 bestehenden Richmond railway station am Hafen von Halifax. Er wohnte nicht weit von seiner Arbeitsstelle im Stadtteil Richmond entfernt, war verheiratet und Vater von vier Kindern. Als Fahrdienstleiter stand er einen Rang über einem einfachen Telegraphenbetreiber, wie er sonst in den meisten Bahnstationen zu finden war. Seine Aufgabe bestand darin, den massiven Eisenbahnverkehr des überfüllten Kriegshafens zu koordinieren.
Am Morgen des 6. Dezember 1917 kollidierten im Bereich des Hafenbeckens der französische Munitionsfrachter SS Mont-Blanc und der norwegische Transporter SS Imo, wobei die Mont-Blanc in Brand geriet. Das französische Schiff hatte rund 2.600 Tonnen brand- und explosionsgefährliche Stoffe an Bord, war aber nicht dementsprechend gekennzeichnet. Durch einen Seemann waren Coleman und sein Vorgesetzter über die Ladung des Schiffes informiert worden, worauf sie zu flüchten versuchten.

Coleman jedoch kehrte kurz darauf in sein Bahnwärterhaus zurück und warnte über die Telegrafenleitung alle Bahnstationen bis Truro über die Gefahr:
Hold up the train. Ammunition ship afire in harbour making for Pier 6 and will explode. Guess this will be my last message. Good-bye, boys

(Deutsche Übersetzung: Haltet den Zug an. Brennendes Munitionsschiff treibt im Hafen auf Pier 6 zu und wird explodieren. Denke, dies wird meine letzte Nachricht sein. Auf Wiedersehen, Jungs.)
Daraufhin wurden sämtliche Züge nach Halifax angehalten. An der letzten Station vor Halifax soll es aufgrund seiner Meldung zudem gelungen sein, den Reisezug No. 10 aus Saint John, New Brunswick, anzuhalten, der gegen 08:55 Uhr mit rund 300 Menschen an Bord in Halifax hätte ankommen sollen. Um 09:04 Uhr explodierte die Mont-Blanc, verwüstete den Stadtteil Richmond und riss fast 2000 Menschen in den Tod. Die Leiche von Vincent Coleman wurde einige Tage nach der Explosion im Bahnhofsbereich geborgen und am Mount Olivet Cemetery in Halifax beigesetzt.

## Ehrungen
In Kanada ist Vincent Coleman eine Heldenfigur. Er wurde 2004 in die Canadian Railway Hall of Fame aufgenommen, zudem wurden in Halifax zwei Straßen (Vincent Street und Coleman Court), sowie ein Apartment-Komplex (Vincent Coleman Apartment) nach ihm benannt. Über seine Tat wurde eine Folge (Halifax Explosion) für Historica Minutes: History by the Minute (kurz auch Heritage Minutes) gedreht, einer kanadischen Kurzfilmserie über besondere Ereignisse der kanadischen Geschichte. Er wird dabei vom Schauspieler Ron Lea dargestellt.
Seit 2005 gibt es zudem einen Ausstellungsbereich über ihn im Maritime Museum of the Atlantic in Halifax.